# Kaiserpokal 1986
Der Kaiserpokal 1986 war die 66. Austragung des Kaiserpokals, des höchsten japanischen Fußballpokalwettbewerbs. Sieger des Wettbewerbs waren die Yomiuri.

## Ergebnisse

### 1. Runde
|                             | Ergebnis        |                          |
| --------------------------- | --------------- | ------------------------ |
| Furukawa Electric           | -               | Hyogo Teachers           |
| Teijin                      | 0:1             | Osaka Gas                |
| Yomiuri                     | 3:1             | Universität Fukuoka      |
| Nippon Steel                | 1:1 (8:7 i. E.) | Hitachi                  |
| Nissan Motors               | 3:0             | Kawasaki Steel Mizushima |
| NTT Kansai                  | 0:4             | Mazda                    |
| Seino Transportation        | 3:2             | Tanabe Pharmaceutical    |
| Universität Kōchi           | 0:3             | Fujita Industries        |
| Honda Motors                | 3:0             | Kofu SC                  |
| All Nippon Airways          | 3:1             | Fujieda City Hall        |
| Matsushita Electric         | 1:1 (3:1 i. E.) | Toyota Motors            |
| Toshiba                     | 0:1             | Yamaha Motors            |
| Mitsubishi Heavy Industries | 4:2             | Universität Sapporo      |
| Waseda-Universität          | 0:1             | Yanmar Diesel            |
| Kokushikan-Universität      | 0:0 (5:3 i. E.) | Akita City Hall          |
| Ueda Gentian                | 1:7             | Nippon Kokan             |

### Achtelfinale
|                             | Ergebnis        |                    |
| --------------------------- | --------------- | ------------------ |
| Hyogo Teachers              | 1:1 (3:2 i. E.) | Osaka Gas          |
| Yomiuri                     | 2:1             | Nippon Steel       |
| Nissan Motors               | 2:0             | Mazda              |
| Seino Transportation        | 0:2             | Fujita Industries  |
| Honda Motors                | 5:1             | All Nippon Airways |
| Matsushita Electric         | 0:2             | Yamaha Motors      |
| Mitsubishi Heavy Industries | 0:1             | Yanmar Diesel      |
| Kokushikan-Universität      | 1:6             | Nippon Kokan       |

### Viertelfinale
|                | Ergebnis        |                   |
| -------------- | --------------- | ----------------- |
| Hyogo Teachers | 0:5             | Yomiuri           |
| Nissan Motors  | 2:0             | Fujita Industries |
| Honda Motors   | 2:2 (4:2 i. E.) | Yamaha Motors     |
| Yanmar Diesel  | 0:3             | Nippon Kokan      |

### Halbfinale
|              | Ergebnis        |               |
| ------------ | --------------- | ------------- |
| Yomiuri      | 1:1 (4:3 i. E.) | Nissan Motors |
| Honda Motors | 0:1             | Nippon Kokan  |

### Finale
|         | Ergebnis |              |
| ------- | -------- | ------------ |
| Yomiuri | 2:1      | Nippon Kokan |